# Vrbovka (okres Veľký Krtíš)
Vrbovka, maďarsky Ipolyvarbó (do roku 1927 slovensky též „Varbov“; do roku 1907 maďarsky Várbó) je obec na jižním Slovensku v okrese Veľký Krtíš. Obec se nachází v Ipeľské kotlině, která je geomorfologický podcelek Jihoslovenské kotliny. Leží na soutoku Vrbovského potoka a řeky Ipeľ, přímo na státní hranici s Maďarskem. V obci je základní škola Kálmána Mikszátha s vyučovacím jazykem maďarským.

## Historie
Vrbovka je poprvé písemně zmíněna v roce 1327 jako Vrbou a patřila k panství Szécsény. V letech 1554 až 1593 byla obec pod tureckou okupací. V roce 1828 zde bylo 83 domů a 720 obyvatel zaměstnaných jako pastýři, zemědělci a vinaři. Do přelomu let 1918/1919 patřila obec do Novohradské župy v Uherském království a poté k Československu, dnes Slovensku. Kvůli prvnímu vídeňskému arbitrážnímu nálezu byla obec v letech 1938 až 1944 součástí Maďarska. V roce 2011 zde podle údajů získaných sčítáním lidu žilo 363 obyvatel, z toho 304 Maďarů a 55 Slováků. Čtyři obyvatelé neuvedli žádné informace o své etnické příslušnosti.

## Pamětihodnosti
- Římskokatolický kostel Nejsvětější Trojice, který byl postaven v roce 1789 v pozdně barokním stylu.[5]